# 美麗的星期天
《美麗的星期天》（日语：素晴らしき日曜日）為日本著名導演黑澤明於1947年所導演的愛情電影。主要演員有沼崎勛、中北千枝子、渡邊篤。劇情內容主要描述一對年輕戀人於星期天消弭煩惱的故事。

## 外部連結
- 互联网电影数据库（IMDb）上《One Wonderful Sunday》的资料（英文）
- 豆瓣上《美好的星期天 （页面存档备份，存于） 》的資料（简体中文）